# Komba jižní
Komba jižní (Galago moholi) je druh primáta z čeledi kombovití (Galagidae) a rodu Galago. Původně byla sice považována za poddruh komby ušaté (Galago senegalensis), došlo ale k jejímu osamostatnění. Vyskytuje se v polosuchých oblastech jižní Afriky.
Komba jižní měří 8,8 až 20,5 cm bez ocasu, který dosahuje délky 11,3 až 27,9 cm. Zbarvení na zádech je světlešedé až šedohnědé, spodní strana těla je světlejší, se žlutým odstínem. Ocas má podobné zbarvení jako záda, ale jeho konec může být tmavohnědý. Komba jižní žije na stromech. Je aktivní v noci, během dne spí ve skupinách o 2–7 jedincích, které se na noc rozdělí a jednotliví živočichové se pohybují samostatně. Samice jsou takzvaně filopatrické, věrné svému domovskému území, kdežto samci opouštějí tlupu po dosažení pohlavní dospělosti. Rozmnožování probíhá dvakrát do roka a po 121 až 124 dnech březosti se samici narodí jedno až dvě mláďata, která za jedenáct týdnů přestanou být závislá na matce. Komby jižní se živí bezobratlými živočichy a exsudáty akácií.
Mezinárodní svaz ochrany přírody (IUCN) považuje kombu jižní za málo dotčený druh.

## Taxonomie
Komba jižní patří do čeledi kombovití (Galagidae) a v ní do rodu Galago. Byla považována za poddruh komby ušaté (Galago senegalensis), avšak biologie obou druhů je odlišná, a i proto došlo na základě studií z let 1987–1989 k osamostatnění. S kombou ušatou se podle dostupných dat ani nekříží. Druh komba jižní se dělí na dva poddruhy:
- Galago moholi moholi A. Smith, 1836;
- Galago moholi bradfieldi Roberts, 1931.[2]

Genetickou výbavu druhu tvoří diploidní karyotyp 2n = 38 chromozomů.
Druh popsal Andrew Smith roku 1836, rodové jméno Galago vychází z pojmenování pro kombu od obyvatel Senegalu. Uvádí se několik vědeckých synonym:
- Galago australis (Wagner, 1855);
- Galago bradfieldi Roberts, 1931;
- Galago conspicillatus I. Geoffroy, 1851;
- Galago intontoi Monard, 1931;
- Galago mossambicus (Peters, 1876);
- Galago tumbolensis Monard, 1931.[3][5]

## Výskyt
Komba jižní žije ve velkém areálu v jižní Africe. Obývá oblast od Angoly až po Tanzanii, lze ji najít v severní Namibii, jihovýchodě Demokratické republiky Kongo, v Zambii, Zimbabwe, na severu Botswany a na severovýchodě Jihoafrické republiky, v Malawi, východním Mosambiku a západní Tanzanii, přičemž možný výskyt ve Rwandě a Burundi nebyl potvrzen. Poddruh Galago moholi moholi obývá východní část areálu výskytu, zatímco Galago moholi bradfieldi žije v severní Namibii, Angole, na severu Botswany a na západě Zambie.
Komba jižní se vyskytuje do nadmořské výšky 1500 m n. m. Žije v polosuchých oblastech, například savanových lesích, kde preferuje porosty akácií, ale také v lesích galeriových, mopanových, v porostech s dominancí druhu Baikiaea plurijuga a dalších. Přizpůsobila se i lidskému osídlení, když v blízkosti lidí žije v zahradách a spí v budovách.

## Popis

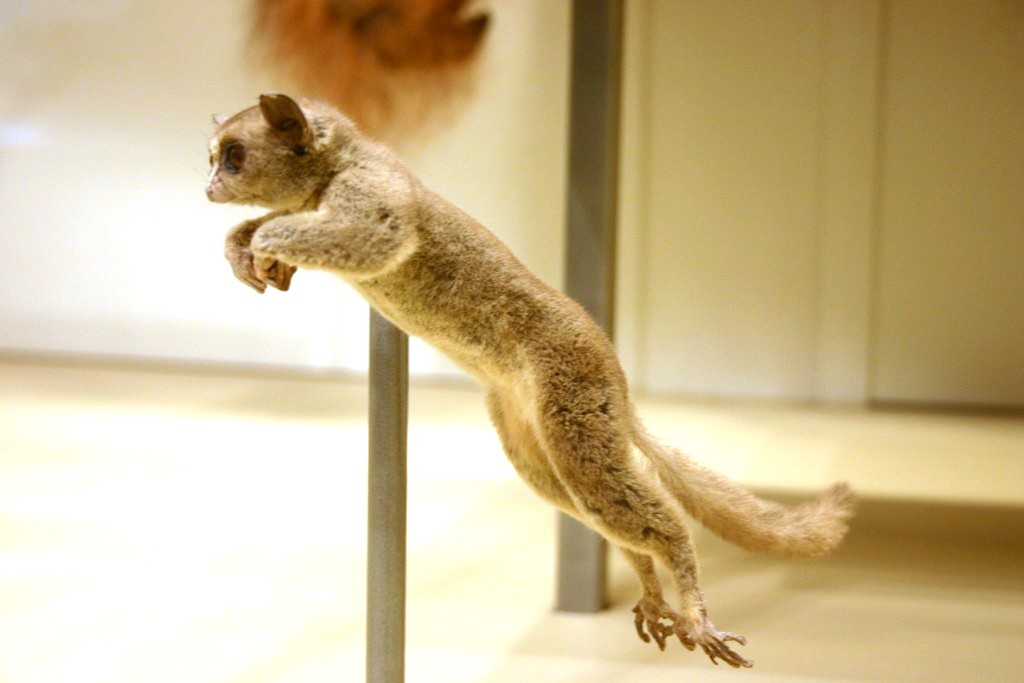
Komba jižní

Komba jižní je středně velký druh komby o velikosti malé veverky, která měří bez ocasu 8,8 až 20,5 cm, dlouhý ocas dosahuje velikosti 11,3 až 27,9 cm. Samice váží 142 až 229 g, hmotnost větších samců činí 160 až 255 g; u druhu je v tomto směru vyvinut pohlavní dimorfismus, jinak jsou pohlaví podobná. Zadní končetiny jsou delší než přední, ukazovák je široce oddělen od ostatních prstů a slouží k lepšímu úchopu. Hlava je zaoblená, s krátkým čenichem, komba ji může otočit až o 180°. Uši patří poměrem k tělu k největším mezi primáty: jedno měří 2,3 až 5 cm. Komby s nimi mohou pohybovat nezávisle na sobě. Oči jsou velké a oranžové, dobře přizpůsobené nočnímu životu. Na sítnici mají komby reflexní vrstvu tapetum lucidum.
Srst je hustá, záda mají zbarvení světlešedé až šedohnědé, spodní strana těla je světlejší, se žlutým odstínem. Ocas mívá podobnou barvu jako záda, ale jeho konec bývá tmavší. Hlava má tmavošedé zbarvení. Okolo očí roste černá srst, která svým tvarem připomíná diamant. Oba poddruhy se liší ve zbarvení končetin a spodní části těla; G. m. moholi má jejich vnější stranu zbarvenou šedohnědě až světlehnědě, se žlutými odstíny, spodek těla je zabarven žlutě; G. m. bradfieldi má vnitřní zbarvení končetin světlešedé, chybí žluté zbarvení nebo je nevýrazné, na břiše je barva spíše bílá, se žlutým nádechem.
Komby jižní se velmi podobají kombám ušatým, oba druhy dosahují i podobné velikosti. Lze je nicméně odlišit na základě anatomie dlaní a samčích genitálií. Záměna může nastat rovněž s kombou Grantovou (Paragalago granti) či kombou udzungwaskou (Galagoides zanzibaricus udzungwensis).

## Chování

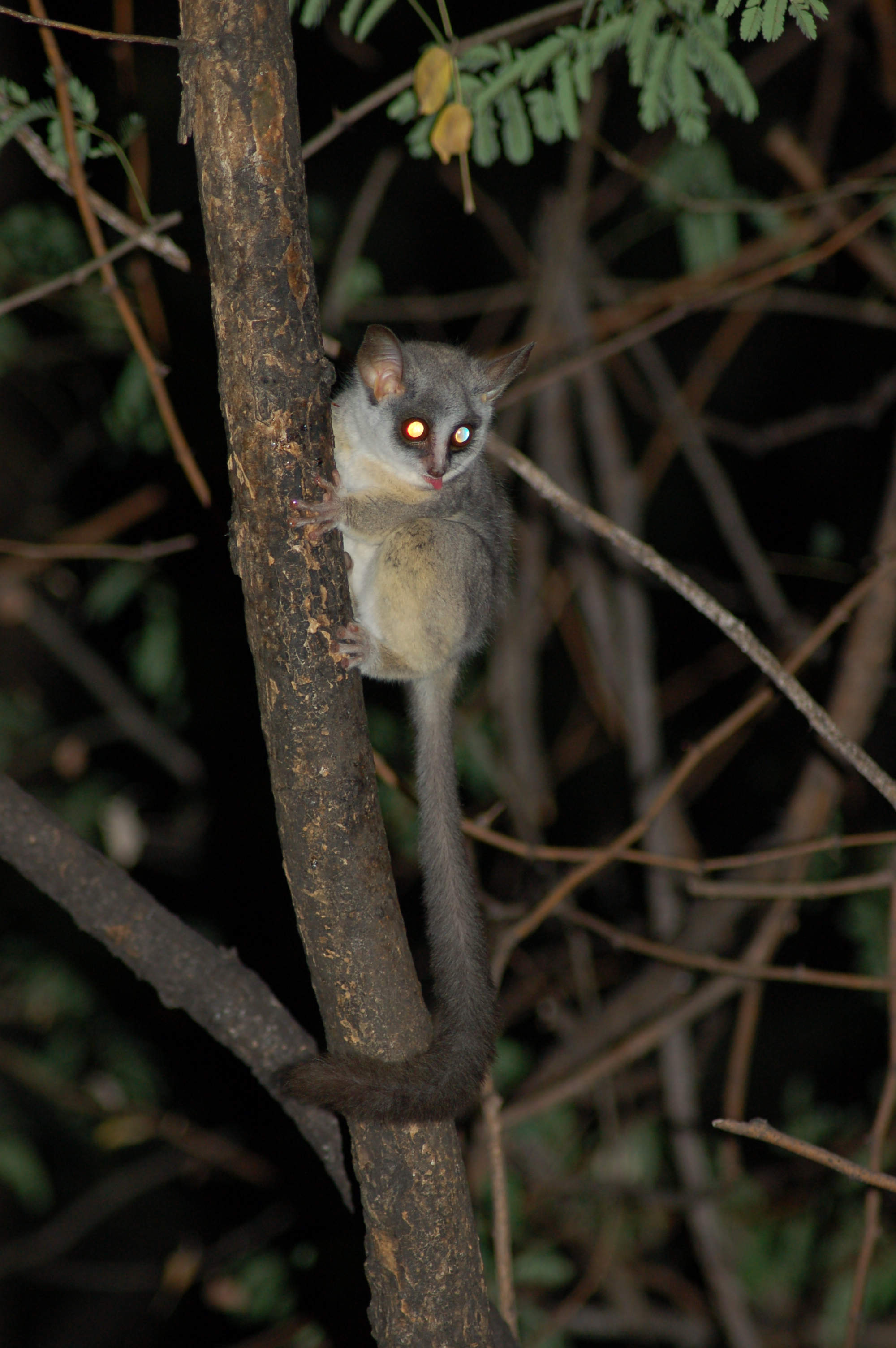
Komba jižní na stromě

### Denní režim
Komba jižní žije na stromech. Je nočním zvířetem, ve dne spí v rozsochách stromů, stromových dutinách nebo v hnízdech vytvořených z větviček a listů, například ze škumpy a grevie. Podle studie z Balovale v Zambii hnízda ležela nejčastěji ve výšce 3 až 8 m, v lokalitách s chladnějším počasím spíše v prosluněnějších oblastech. Při spánku si komba složí uši podél hlavy. Probouzí se po setmění a nejprve se očistí. Většinu noci tráví hledáním potravy. Pomocí svých dlouhých končetin může přeskakovat mezi stromy až do vzdálenosti pěti metrů, přičemž ocasem usměrňuje směr skoku. Často se také na další stromy přesouvá po zemi rychlými skoky po dvou nohách. Noční aktivitu prokládá odpočinkem.

### Hierarchie akomunikace
Samice komb jižních jsou filopatrické (věrné svému domovskému území), zatímco samci opouštějí teritorium před dosažením pohlavní dospělosti. Komby jižní spí během dne ve skupinách o 2–7 jedincích, tvořených převážně samicí a jejími potomky. Tyto skupiny se v noci rozdělí a jednotlivé komby se pohybují po většinu času samostatně. Několik hodin tráví hrou. Území dominantního samce má rozlohu asi 11 ha a protíná několik území samic, jejichž velikost teritoria činí asi 6,7 ha. Druh je společenský a nepříliš teritoriální. Boji se vyhýbá, případně ustoupí na základě zjištění věku či pohlaví protivníka. Pokud však k nějaké interakci dojde, trvá obvykle krátce a poražený jedinec se s úzkostnými zvuky stáhne. Agresivitu projevují komby především na hranici teritorií. Dominantní samci bývají často největší a nejagresivnější a hájí si své území.
Na delší vzdálenosti spolu komby komunikují hlasitým voláním připomínajícím dětský pláč, jež může sloužit také k vymezování teritoria či jako výstraha před blížícím se nebezpečím. Zvláště dominantní samci si pak natírají močí končetiny, jejichž pomocí poté zanechávají pachové stopy; je však také možné, že toto chování slouží k lepšímu uchopení větve.

### Potrava

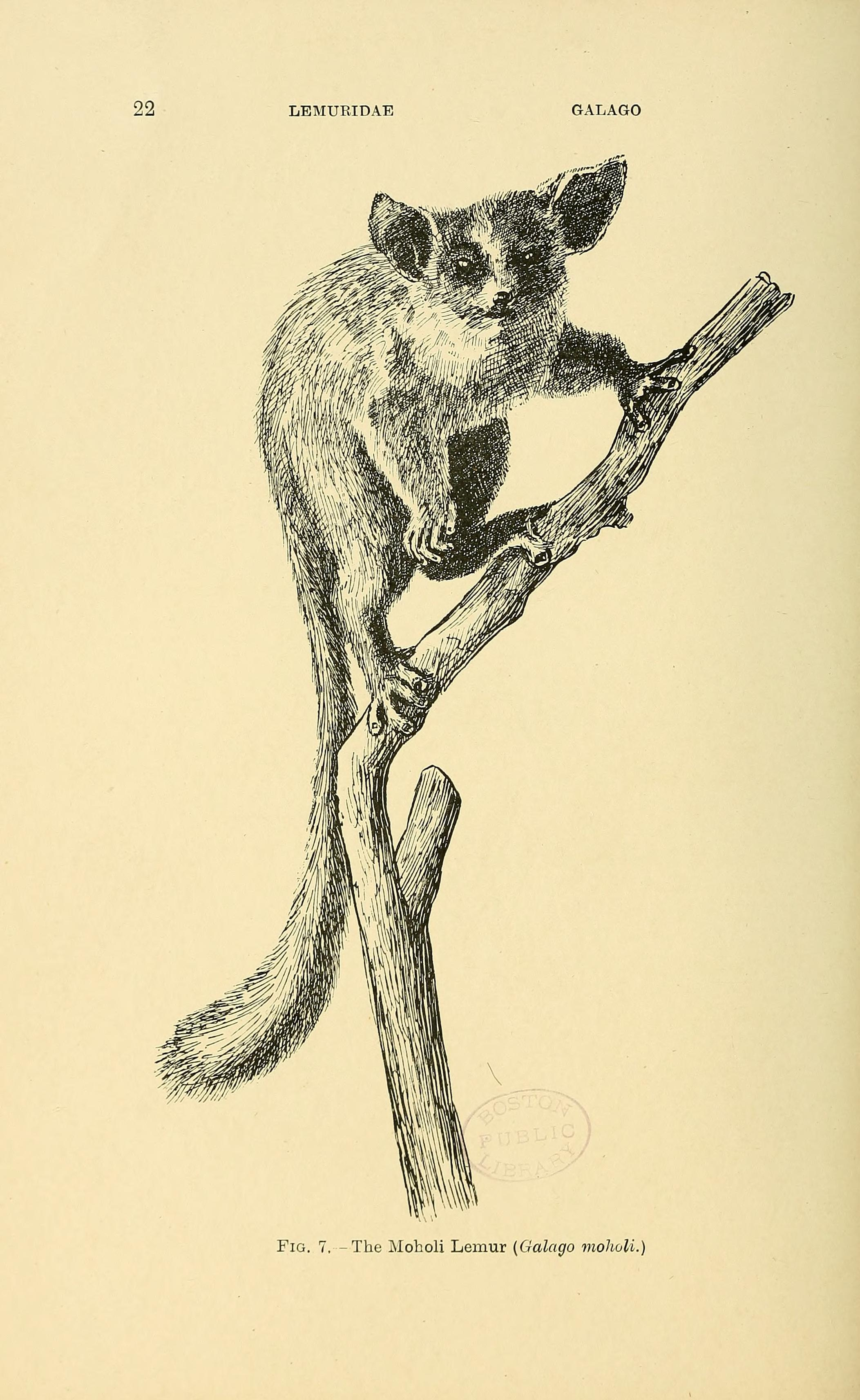
Komba jižní na kresbě W. L. Sclatera

Komba jižní konzumuje například kobylky, termity, motýly či brouky; bezobratlí tvoří asi 52 % jídelníčku. Po létající kořisti komba skočí a uchopí ji rukama. Oblíbenou potravou jsou také exsudáty akácií, hlavně z akácie dlouhotrnné (Acacia karroo), akácie zkroucené (Acacia tortilis) a akácie arabské (Acacia nilotica), které tvoří zbylých 48 % konzumované potravy. Z této atypické stravy pomáhá kombám získat živiny specializovaný zažívací systém. Na akácie spoléhají komby jižní především v chladných obdobích, kdy je hmyzu nedostatek. Ovoce nekonzumují vůbec. Komba jižní nepije a tekutiny získává z potravy.

### Rozmnožování
Rozmnožování probíhá dvakrát do roka. Vrchol estrálního cyklu je krátký (1–3 dny), na začátku říje samice vytvářejí vaginální sekret. Samci jsou v tomto období těžší a zvětšuje se jim objem varlat. Rovněž začínají rozšiřovat své teritorium. Komby jižní jsou polygamní, přičemž větší dominantní samci se opakovaně páří s několika monopolizovanými samicemi, což jim zajišťuje větší pravděpodobnost zplození potomků, na rozdíl od samců mladších, kteří spíše využívají náhodných příležitostí ke spáření. Samotný akt kopulace trvá až 50 minut. Za 121 až 124 dnů se samici do předem připraveného hnízda narodí jedno až (častěji) dvě mláďata. Období porodů spadá na leden a únor či září a listopad. Po narození jsou mláďata pokryta srstí, mají otevřené oči a asi za půl hodiny se již umí v hnízdě sama pohybovat. Za pět dní mláďata dosahují hmotnosti okolo 12 g a za deset dní již váží 33 g. Mláďata přivolávají matku pomocí vysokofrekvenčních zvuků, přičemž užívají tři různé typy zvuků podle stupně úzkosti. Hnízdo opustí po desátém či jedenáctém dni života. Potravu si shánějí sama již asi ve čtyřech týdnech, avšak na matce jsou závislá asi až do 11. týdne; za tuto dobu jsou také odstavena od mateřského mléka. Samci se do výchovy nezapojují. Pohlavní dospělosti dosahují samice asi za 200 dní a samci asi za 326 dní. Maximální zaznamenaný věk komby jižní je 16,6 let. Zvláště úmrtnost mláďat je ale vysoká a může ve volné přírodě činit až 55 %.

### Predátoři aparazité
Mezi predátory komb jižních patří hadi, sovy, například výr africký (Bubo africanus), nebo orli. Loví je rovněž velcí plazi (zaznamenána byla predace od poddruhu varana bělohrdlého Varanus albigularis albigularis), promykovití, cibetkovití, kočky či šakali. Komby se na nebezpečí upozorňují pomocí výstražného volání a v případě ohrožení prchají skoky. V bezměsíčných nocích se predaci vyhýbají ukrýváním v hustém stromoví. Častými parazity komb jižních jsou vši a klíšťata.

## Ohrožení
Druh je ve své domovině široce rozšířen a nebyly zjištěny významné hrozby, které by jej ohrožovaly. Navíc jej lze najít v řadě chráněných oblastí, proto jej Mezinárodní svaz ochrany přírody (IUCN) hodnotí jako málo dotčený. Komba jižní je zapsána na Úmluvu o mezinárodním obchodu s ohroženými druhy volně žijících živočichů a rostlin, příloha II; obchodování je na mezinárodní úrovni omezeno a podřízeno dozoru.

## Chov vzoo
Chov komb je velmi raritní záležitostí. V Evropě se jedná jen o pět zoo v rámci Evropské asociace zoologických zahrad a akvárií (EAZA). Mimo Evropu pak jde o pouhých šest zařízení. V Evropě chová tento druh zoo Faunia v Madridu, zoo v Londýně, zoo v dánském městě Nykøbing Mors a také dvě české zoo.
V Česku chová komby jižní Zoo Praha (od 2014) a Zoo Jihlava (od 2015).

### Chov vZoo Praha
V Zoo Praha jsou komby jižní od roku 2014, kdy byly dovezeny ze zoologické zahrady v Bronxu. O rok později se zde narodila první mláďata, což znamenalo český prvoodchov. Do roku 2017 podařilo odchovat 10 mláďat. Ke konci roku 2017 bylo v Praze chováno 11 jedinců. V průběhu roku 2018 se narodila a byla odchována čtyři mláďata. Ke konci roku 2018 bylo chováno 14 jedinců. V březnu a následně také v květnu 2019 se narodilo po jednom mláděti. Mládě od jedné samice bylo evidováno v březnu 2020 a 1. dubna 2020 přišla na svět dvojčata od druhé samice. Další dvě mláďata se narodila v květnu 2020.
Zoo Praha vedla evropskou plemennou knihu pro tento druh, která byla překlasifikována na monitoring druhu v rámci Evropské asociace zoologických zahrad a akvárií (EAZA).